# Бельбулацький сільський округ
Бельбула́цький сільський округ (каз. Белбұлақ ауылдық округі, рос. Бельбулакский сельский округ) — адміністративна одиниця у складі Талгарського району Алматинської області Казахстану. Адміністративний центр — село Белбулак.
Населення — 17867 осіб (2021; 14905 у 2009, 10884 у 1999, 9660 у 1989).
Станом на 1989 рік існувала Бельбулацька сільська рада (села Бельбулак, Бірлік, Талдибулак).

## Склад
До складу округу входять такі населені пункти:
| Населений пункт  | Населення, осіб (1989) | Населення, осіб (1999) | Населення, осіб (2009) | Населення, осіб (2021) |
| ---------------- | ---------------------- | ---------------------- | ---------------------- | ---------------------- |
| Белбулак, село   | 6420                   | 6657                   | 8510                   | 9127                   |
| Бірлік, село     | 1161                   | 1867                   | 2812                   | 3248                   |
| Талдибулак, село | 2079                   | 2360                   | 3583                   | 5492                   |